# Sally Mansfield
Marie Mahder (3 de diciembre de 1923 – 28 de enero de 2001), mejor conocida por su nombre artístico Sally Mansfield, fue una actriz de carácter de televisión estadounidense; también tuvo algunos papeles secundarios en largometrajes, entre ellos uno con Dean Martin y Jerry Lewis.

## Carrera televisiva
Mansfield interpretó a Connie en Bachelor Father y apareció en muchos programas de televisión populares en las décadas de 1950 y 1960, entre ellos Death Valley Days, The Donna Reed Show, Hazel, The Andy Griffith Show y The Phil Silvers Show. También fue una bailarina consumada, actuó con los Don Arden Dancers en Nueva York y Las Vegas, y entretuvo a las tropas estadounidenses en Corea.[cita requerida]
Sin embargo, quizá se la recuerde mejor por su papel en 1954 como la navegante espacial Vena Ray en la serie de ciencia ficción Rocky Jones, Space Ranger. Fue elegida entre 300 candidatas que se presentaron a la audición. Su personaje anticipó el papel mucho más famoso de Nichelle Nichols como oficial femenina del puente de mando de una nave espacial en la serie de televisión Star Trek de la década de 1960. Ese mismo año, Mansfield llevó la antorcha de Miss Emmy en el Palladium durante la sexta cena anual de entrega de premios de la Academia de Artes y Ciencias de la Televisión.[cita requerida]
El productor ejecutivo, Guy V. Thayer Jr., firmó con Richard Crane y Mansfield contratos de cinco años para Rocky Jones, Space Ranger. Una de las cláusulas del contrato era que Mansfield, que aún estaba soltera, no se casaría y Crane no se divorciaría de su esposa, con la que llevaba ocho años casado.[cita requerida]

## Muerte
Mansfield falleció de cáncer de pulmón en Westlake Village, California, el 28 de enero de 2001, a la edad de 77 años. Está enterrada en el Westwood Memorial Park, en Los Ángeles.

## Papeles televisivos seleccionados
| Año  | Título            | Papel             | Notas                                        |
| ---- | ----------------- | ----------------- | -------------------------------------------- |
| 1953 | Death Valley Days | Dodie Trumbull    | Temporada 2, Episodio 2, "Little Washington" |
| 1953 | Death Valley Days | Wilhelmina Cannon | Episodio, "Sego Lilies"                      |
| 1961 | Bachelor Father   | Connie            | Episodio "The Law and Kelly Gregg"           |
| 1962 | Bachelor Father   | Connie            | Episodio "Kelly the Yes Man"                 |
| 1962 | Bachelor Father   | Connie            | Episodio "Kelly's Engagement"                |